# Nesolon, Novohrad-Volînskîi
Nesolon (în ucraineană Несолонь) este localitatea de reședință a comunei Nesolon din raionul Novohrad-Volînskîi, regiunea Jîtomîr, Ucraina.

## Demografie
Componența lingvistică a localității Nesolon
     Ucraineană (99,5%)
     Alte limbi (0,5%)
Conform recensământului din 2001, majoritatea populației localității Nesolon era vorbitoare de ucraineană (99,5%), existând în minoritate și vorbitori de alte limbi.